# Montréal–Trudeau nemzetközi repülőtér
A Montréal–Trudeau nemzetközi repülőtér (IATA: YUL, ICAO: CYUL) Kanada egyik nemzetközi repülőtere, amely Montréal közelében található. Éves utasforgalma 15 973 242 fő (2022).

## Futópályák
A repülőtér futópályái:
- 06L/24R (3353 m, aszfaltbeton)
- 06R/24L (2926 m, beton)

## Forgalom
Az utasforgalom az elmúlt években az alábbi módon változott:
| Utasok száma | 8 297 614 | 7 816 052 | 10 335 768 | 12 407 934 | 12 971 229 | 13 798 672 | 15 511 116 | 19 425 488 | 5 178 197 | 21 145 714 |
|              | 1999      | 2002      | 2004       | 2007       | 2010       | 2012       | 2015       | 2018       | 2020      | 2023       |